# Dijabetes melitus tip 2
Šećerna bolest tipa 2, ranije od insulina nezavisni dijabetes (IND) ili adultni dijabetes, je poremećaj metabolizma koji karakteriše povišeni nivo glukoze u krvi, kao kombinacija otpornosti na delovanje inzulina, nedovoljne sekrecije inzulina i prekomernog ili neprikladnog lučenja glukagona. Ovo je suprotno od šećerne bolesti tipa 1, kod koje postoji apsolutni deficit insulina zbog razaranja ćelija ostrvaca u pankreasu. Klasični simptomi su pojačana žeđ, učestalo mokrenje, i stalna glad. Dijabetes tipa 2 čini oko 90% slučajeva dijabetesa dok su drugih 10% prvenstveno šećerna bolest tipa 1 i gestacijski dijabetes. Gojaznost se smatra prvenstvenim uzročnikom dijabetesa tipa 2 kod ljudi koji su genetski predisponirani za ovu bolest.
Dijabetes tipa 2 se u početku leči povećanjem vežbanjem i promenom ishrane. Ako se nivo glukoze u krvi ne smanji dovoljno ovim merama, mogu biti potrebni lekovi kao što su metformin ili insulin. Od onih na insulinu obično se zahteva da redovno proveravaju nivo šećera u krvi.
Stopa dijabetesa se značajno povećala u poslednjih 50 godina uporedo sa gojaznošću. Po podacima iz 2010. ima približno 285 miliona ljudi sa bolešću u poređenju sa oko 30 miliona u 1985. Povišeni šećer u krvi može prouzrokovati dugoročne komplikacije kao što su oboljenje srca, moždani udar, dijabetesna retinopatija koja ugrožava vid, otkazivanje rada bubrega što može zahtevati dijalizu, i loša cirkulacija u udovima što dovodi do amputacije. Akutna komplikacija ketoacidoza, odlika dijabetesa tipa 1, je retka. Međutim, može doći do neketonske hiperosmolarne kome.

## Znaci i simptomi
Klasični simptomi dijabetesa su poliurija (učestalo mokrenje), polidipsija (pojačana žeđ), polifagija (pojačana glad), i gubitak težine. Drugi simptomi koji su često prisutni u dijagnozi uključuju: istoriju zamagljenog vida, svrab, perifernu neuropatiju, ponavljajući vaginalne infekcije, i umor. Mnogi ljudi međutim nemaju simptome tokom prvih nekoliko godina i postavlja im se dijagnoza prilikom rutinskog ispitivanja. Ljudi sa šećernom bolešću tipa 2 mogu retko pasti u neketonsku hiperosmolarnu komu (stanje veoma povišenog nivoa šećera u krvi povezano sa smanjenim nivoom svesti i niskim krvnim pritiskom).

### Komplikacije
Dijabetes tipa 2  je obično hronična bolest, povezana sa kraćim životnim vekom za deset godina. To je delimično prouzrokovano komplikacijama koje su vezane za njega uključujući: dva do četiri puta veći rizik za kardiovaskularno oboljenje, uključujući ishemičnu bolest srca i moždani udar, dvadesetostruko povećanje nivoa amputacija donjih udova, i povećana stopa hospitalizacije. U razvijenom svetu, i sve više drugde, dijabetes tipa 2 je najveći uzrok netraumatskog slepila i otkazivanja rada bubrega. Takođe je povezan i sa povećanim rizikom za kognitivnu disfunkciju i demenciju kroz patološke procese kao što su Alchajmerova bolest i vaskularna demencija. U druge komplikacije se ubrajaju: akantoza, seksualna disfunkcija, i česte infekcije.

## Uzrok
Razvoj dijabetesa tipa 2 je prouzrokovan kombinacijom načina života i genetskih faktora. Dok su neki od njih pod ličnom kontrolom kao ishrana i gojaznost, drugi kao što su starenje, ženski pol i genetika nisu. Nedostatak sna je povezan sa dijabetesom tipa 2. Veruje se da ima dejstvo na metabolizam. Uhranjenost majke tokom fetalnog razvoja može igrati ulogu u jednom predloženom mehanizmu metilaciji DNK.

### Način života
Poznato je da je niz faktora u načinu života važan za razvoj dijabetesa tipa 2 uključujući: gojaznost (definisana indeksom telesne mase koji je veći od trideset), nedostatak fizičke aktivnosti, loša ishrana, stres, i urbanizacija. Višak telesne masnoće je povezan sa 30% slučajeva kod onih koji su kineskog ili japanskog porekla, 60-80% slučajeva onih koji su evropskog i afričkog porekla, i 100% Pima Indijanaca i pacifičkih ostrvljana. Oni koji nisu gojazni često imaju visok odnos struk-kukovi.
Faktori u ishrani takođe utiču na rizik za razvoj dijabetesa tipa 2. Potrošnja pića zaslađenih šećerom je povezana sa većim rizikom. Vrsta masnoće u ishrani je takođe važna, pri čemu zasićene masnoće i trans masne kiseline povećavaju rizik, a polinezasićena i mononezasićena masnoća smanjuju rizik. Moguće je da velika količina belog pirinča u ishrani igra ulogu u povećanju rizika. Veruje se da je 7% slučajeva prouzrokovano nedostatkom vežbanja.

### Genetika
Većina slučajeva dijabetesa uključuje mnogo gena pri čemu svaki po malo doprinosi da se poveća verovatnoća za dobijanje dijabetesa tipa 2. Ako jedan identični blizanac ima dijabetes šansa da drugi razvije dijabetes tokom života je veća od 90% dok je stopa kod neidentične braće i sestara 25-50%. Po podacima iz 2011, pronađeno je više od 36 gena koji doprinose riziku za dijabetes tipa 2. Ipak, svi ti geni zajedno objašnjavaju samo 10% ukupne nasledne komponente bolesti. Na primer, alel TCF7L2 povećava rizik za razvoj dijabetesa 1,5 puta i najveći je rizik od zajedničkih genetskih varijanti. Većina gena koji su povezani sa dijabetesom uključeni su u funkciju beta ćelija.
Postoji niz retkih slučajeva dijabetesa koji nastaju zbog abnormalnosti u jednom genu (što je poznato kao monogenski oblici dijabetesa ili „drugi posebni tipovi dijabetesa“). U njih se, između ostalih, ubrajaju adultni tip dijabetesa kod mladih osoba (MODY), Donohjuov sindrom, i Rabson-Mendenhalov sindrom. Adultni tip dijabetesa kod mladih osoba čini 1–5% svih slučajeva dijabetesa kod mladih.

### Zdravstveno stanje
Postoji niz lekova i drugih zdravstvenih problema koji mogu dovesti do predispozicije za dijabetes. U neke od lekova se ubrajaju: glukokortikoidi, tiazidi, beta blokatori, atipični antipsihotici, i statini. Oni koji su prethodno imali gestacijski dijabetes imaju veći rizik da razviju dijabetes tipa 2. U druge srodne zdravstvene probleme se ubrajaju: akromegalija, Kušingov sindrom, hipertireoza, feohromocitom, i neki oblici raka, kao što su glukagonomi. Deficit testosterona je takođe povezan sa dijabetesom tipa 2.

## Patofiziologija
Dijabetes tipa 2 je prouzrokovan nedovoljnom proizvodnjom insulina iz beta ćelija u ambijentu insulinske rezistencije. Insulinska rezistencija, nesposobnost ćelije da reaguje adekvatno na normalne nivoe insulina, dešava se prvenstveno u mišićima, jetri i masnom tkivu. U jetri, insulin obično potiskuje oslobađanje glukoze. Međutim u ambijentu insulinske rezistencije, jetra neprikladno oslobađa glukozu u krv. Srazmera insulinske rezistencije u odnosu na disfunkciju beta ćelija razlikuje se među pojedincima pri čemu neki prvenstveno imaju insulinsku rezistenciju i samo manji nedostatak u lučenju insulina a drugi blagu insulinsku rezistenciju i prvenstveni nedostatak lučenja insulina.
U druge potencijalno važne mehanizme vezane za dijabetes tipa 2 i insulinsku rezistenciju se ubrajaju: povećano razlaganje lipida unutar masnih ćelija, rezistencija i nedostatak inkretina, povišen nivo glukagona u krvi, povećana bubrežna retencija soli i vode, i neprikladna regulacija metabolizma od strane centralnog nervnog sistema. Međutim dijabetes se ne razvija kod svih ljudi sa insulinskom rezistencijom, budući da je za to potrebno i narušeno lučenje insulina koji proizvode beta ćelija u pankreasu.

## Dijagnoza
| Stanje                          | 2 sata glukoza | glukoza pošćenja         |         |
| ------------------------------- | -------------- | ------------------------ | ------- |
|                                 |                |                          | %       |
| Normalno                        | <7.8 (<140)    | <6.1 (<110)              | <6.0    |
| Pre-dijabetes                   | <7.8 (<140)    | ≥ 6.1(≥110) & <7.0(<126) | 6.0–6.4 |
| Poremećena glukozna tolerancija | ≥7.8 (≥140)    | <7.0 (<126)              | 6.0–6.4 |
| Šećerna bolest                  | ≥11.1 (≥200)   | ≥7.0 (≥126)              | ≥6.5    |

Definicija dijabetesa (tip 1 i tip 2) koju je dala Svetska zdravstvena organizacija odnosi se na izmerenu povišenu vrednost nivoa glukoze zajedno sa simptomima, ili drugim rečima, povišene vrednosti u bilo kom od dva slučaja:
- glukoza u plazmi nakon gladovanja (natašte) ≥ 7.0 mmol/l (126 mg/dl)

ili
- test tolerancije na glukozu, dva sata posle uzimanja oralne doze glukoza u plazmi ≥ 11.1 mmol/l (200 mg/dl)

Slučajan nalaz šećera u krvi veći od 11.1 mmol/l (200 mg/dl) u kombinaciji sa tipičnim simptomima ili glikozilisani hemoglobin (HbA1c) veći od 6,5%, predstavlja drugi način dijagnostifikovanja dijabetesa. Godine 2009. Međunarodni ekspertski komitet, koji je obuhvatao predstavnike Američke asocijacije za dijabetes (ADA), Međunarodne dijabetološke federacije (IDF) i Evropske asocijacije za proučavanje dijabetesa (EASD), preporučio je da se za dijagnostifikovanje dijabetesa kao prag koristi vrednost HbA1c ≥6.5%. Ovu preporuku je usvojila Američka asocijacija za dijabetes 2010. godine. Pozitivne testove bi trebalo ponoviti, osim ako su kod osobe prisutni tipični simptomi i vrednost nivoa šećera u krvi >11.1 mmol/l (>200 mg/dl).
Dijagnostički prag za dijabetes zasniva se na odnosu između rezultata testa na toleranciju glukoze, testa glukoze nakon gladovanja ili HbA1c, kao i komplikacija kao što je retinalni problemi. Test natašte ili test slučajnog nalaza šećera u krvi imaju prednost u odnosu na test tolerancije na glukozu pošto su ljudima mnogo pogodniji. Prednost testa HbA1c je u tome što za njegovo izvođenje nije potrebno gladovanje, a rezultati su mnogo stabilniji, ali je njegov nedostatak u tome što je mnogo skuplji od merenja glukoze u krvi. Procenjeno je da 20% ljudi sa dijabetesom u Sjedinjenim Državama nije svesno da ima ovu bolest.
Za šećernu bolest (lat. diabetes mellitus) tipa 2 karakterističan je visok nivo glukoze u krvi u kontekstu insulinske rezistencije i relativnog nedostatka insulina. Ovo je u suprotnosti sa šećernom bolešću tipa 1 kod koje postoji apsolutni nedostatak insulina kao posledica destrukcije ćelije ostrvca u pankreasu, kao i sa gestacionom šećernom bolešću kod koje visok nivo šećera u krvi nastaje tokom trudnoće. Dijabetes tipa 1 i tipa 2 se mogu jasno razlikovati na osnovu postojećeg stanja. Kada je dijagnoza pod sumnjom, za potvrdu dijabetesa tipa 1 mogao bi biti od koristi test na antitela, a za potvrdu dijabetesa tipa 2 koristi se test C-peptida.

## Skrining
Ni jedna od značajnih organizacija ne preporučuje neki univerzalni skrining dijabetesa, s obzirom na to da nema dokaza da bi takav program doveo do poboljšanja rezultata. Radna grupa za preventivne usluge u Sjedinjenim Državama preporučuje skrining kod odraslih osoba bez simptoma čiji je krvni pritisak viši od 135/80 mmHg. Kod onih sa nižim krvnim pritiskom nema dovoljno dokaza da bi se dala preporuka za ili protiv skrininga. Svetska zdravstvena organizacija preporučuje testiranje samo onima koji su u grupama visokog rizika. U Sjedinjenim Državama u visokorizične grupe spadaju: osobe starije od 45 godina, oni koji imaju rođaka prvog stepena sa dijabetesom, neke etničke grupe, uključujući Hispano, Afro-Amerikance i američke starosedeoce, oni koji imaju istoriju gestacionog dijabetesa, sindrom policističnih jajnika, prekomernu težinu, kao i stanja povezana sa metaboličkim sindromom.

## Prevencija
Nastanak dijabetesa tipa 2 se može odložiti ili sprečiti putem pravilne ishrane i redovnog vežbanja. Primena intenzivnih mera u načinu života može smanjiti rizik za više od pola. Do koristi od vežbanja dolazi bez obzira na početnu težinu osobe ili naknadni gubitak težine. Međutim, podaci su ograničeni u pogledu koristi od promena u načinu ishrane samo po sebi, pri čemu postoje neki dokazi kod ishrane bogate zelenim lisnatim povrćem, kao i kod ograničenog unosa napitaka sa šećerom. Kod onih sa poremećenom tolerancijom glukoze, način ishrane i vežbanje, pojedinačno ili u kombinaciji sa metforminom ili akarbozom, mogu smanjiti rizik od daljeg razvoja dijabetesa. Intervencije u pogledu načina života su mnogo delotvornije od uzimanja metformina.

## Nadzor
Nadzor dijabetesa tipa 2 usmeren je ka intervencijama u pogledu načina života, smanjivanju ostalih kardiovaskularnih faktora rizika i održavanju nivoa glukoze u krvi u okviru normalnog opsega. Britanska Nacionalna zdravstvena služba je 2008. godine preporučila samokontrolu glukoze u krvi novodijagnostifikovanim osobama sa dijabetesom tipa 2, ma koliko da je korist od samokontrole kod onih koji ne uzimaju više doza insulina pod znakom pitanja. Nadzor ostalih kardiovaskularnih faktora rizika, kao što su hipertenzija, visok holesterol i mikroalbuminurija, povećavaju životni vek osobe. Intenzivne mere kontrole krvnog pritiska (niži od 130/80 mmHg) nasuprot standardnim merama (niži od 140-160/85-100 mmHg) rezultuju blagim padom rizika od moždanog udara, ali su bez uticaja na ukupni rizik od smrti.
Čini se da intenzivne mere smanjivanja šećera u krvi (HbA1c<6%) nasuprot standardnom načinu (HbA1c od 7-7.9%), ne utiču na promenu mortaliteta. Cilj lečenja je da se postigne vrednost HbA1c manja od 7% ili glukoza natašte niža od 6.7 mmol/l (120 mg/dl), međutim, ovi ciljevi se mogu promeniti nakon profesionalnih kliničkih konsultacija, uzimajući u obzir posebne rizike od hipoglikemije i životnog veka. Preporučuje se da sve osobe sa dijabetesom tipa 2 idu na redovne oftalmološke preglede.

### Način života
Pravilna ishrana i fizička aktivnost osnovni su za bolesnike koji pate od dijabetesa, pri čemu se dobijaju sve bolji rezultati što su fizičke vežbe zastupljenije. Aerobik smanjuje HbA1C i poboljšava osetljivost na insulin. Trening izdržljivosti je takođe koristan, a kombinacija ove dve vrste vežbanja još je efikasnija. Dijabetski način ishrane koji je usmeren na gubitak kilograma, vrlo je važan. Iako postoje razna mišljenja koja je dijeta najbolja da bi se to postiglo, dokazano je da dijeta sa niskim glikemijskim ideksom poboljšava održavanje nivoa šećera u krvi. Pravilno ponašanje i obaveštenost mogu da pomognu ljudima sa dijabetesom tipa 2 da drže pod kontrolom nivo šećera u krvi čak i po šest meseci. Ako promene u načinu životu kod ljudi kod kojih je otkriven blagi oblik dijabetesa, ne dovedu do poboljšanja šećera u krvi u roku od šest nedelja, trebalo bi razmotriti primenu lekova.

### Lekovi
Postoji nekoliko vrsta antidijabetskih lekova. Metformin se obično preporučuje kao osnovni lek budući da postoje dokazi da smanjuje smrtnost. Mogu da se koriste i oralni lekovi druge vrste ukoliko metformin nije dovoljan. U druge vrste lekova spadaju: sulfonilureje, nesulfonilurejski stimulansi lučenja insulina, inhibitori alfa-glukozidaze, tiazolidinedioni, glukagonu sličan peptid 1 i inhibitori dipeptil peptidaze 4. Metformin ne treba da koriste osobe sa ozbiljnim poremećajima bubrega ili jetre. Injekcije insulina mogu da se pridodaju oralnoj terapiji ili da se koriste samostalno.
Većini ljudi u početku nije potreban insulin. Kad se počne s njegovom upotrebom, obično se noću uzima dugodelujući insulin i nastavlja se sa uzimanjem oralnih lekova. Tada se povećavaju doze da bi imale efekta (nivoi šećera u krvi su dobro kontrolisani). Ukoliko je noćni insulin nedovoljan, bolja kontrola se može postići uzimanjem insulina dva puta dnevno. Dugodelujući insulini, glargin i detemir, nisu mnogo bolji od neutralnog protamina Hagedorn (NPH) insulin, ali su za njihovo pravljenje troškovi značajno veći, tako da od 2010. nisu isplativi. U lečenju trudnica koristi se insulin.

### Hirurgija
Gubljenje kilograma hirurškim putem kod izrazito gojaznih osoba, predstavlja efikasnu meru u lečenju dijabetesa. Mnoge osobe su u stanju da održavaju normalan nivo šećera u krvi sa vrlo malo lekova ili bez upotrebe lekova nakon hirurškog zahvata i smanjena je smrtnost na duže staze. Ipak, tu je prisutan određen smrtni rizik koji je manji od 1% usled hirurškog zahvata. Još uvek nisu jasno određene granice indeksa telesne težine koje bi služile kao odrednice kada je hirurški zahvat poželjan. Svakako se savetuje razmatranje ove opcije kod osoba koje ne mogu da održe pod kontrolom telesnu težinu i šećer u krvi.

## Epidemiologija
- bez podataka
- ≤ 7,5
- 7,5–15
- 15–22,5
- 22,5–30
- 30–37,5
- 37,5–45
- 45–52,5
- 52,5–60
- 60–67,5
- 67,5–75
- 75–82,5
- ≥ 82,5

Na globalnom nivou, procenjuje se da je 2010. godine bilo 285 miliona ljudi obolelo od dijabetesa tipa 2, koji predstavlja oko 90% svih slučajeva dijabetesa. To iznosi oko 6% svetske populacije odraslih ljudi. Dijabetes je uobičajen i u razvijeni svet kao i u svetu u razvoju. Međutim, nije uobičajena pojava u nerazvijenom svetu.
Čini se da su žene u većem riziku, kao i pripadnici određenih etničkih grupa, kao što su Južnoazijci, stanovnici Pacifičkih ostrva, Latini i autohtoni Amerikanci. Moguće je da se ova pojava može objasniti povećanom osetljivošću na zapadni stil života kod određenih etničkih grupa. Iako se oduvek smatrao bolešću odraslih, dijabetes tipa 2 se sve više dijagnostikuje kod dece paralelno sa porastom procenta gojaznosti. Dijabetes tipa 2 se sada jednako često dijagnostikuje kao i dijabetes tipa 1 kod tinejdžera u Sjedinjenim Američkim Državama.
Godine 1985. procenjivalo se da postoji 30 miliona ljudi obolelih od dijabetesa, da bi 1995. ta cifra porasla na 135 miliona, a 2005. na 217 miliona. Ovo povećanje broja obolelih se pre svega pripisuje povećanju starosne granice na globalnom nivou, smanjenju fizičkih aktivnosti i povećanju procenta gojaznih osoba. Pet zemalja u kojima je zabeležen najveći broj ljudi sa dijabetesom 2000. godine, jesu: Indija, koja je imala 31,7 miliona obolelih; Kina, 20,8 miliona; Sjedinjene Američke Države, 17,7 miliona; Indonezija, 8,4 miliona; i Japan, 6,8 miliona. Svetska zdravstvena organizacija je proglasila dijabetes globalnom epidemijom.

## Istorija
Dijabetes je jedna od prvih bolesti koja je opisana u egipatskom rukopisu iz c. 1500. godine p. n. e., gde se pominje kao „preterano izbacivanje urina“. Veruje se da su prvi opisani slučajevi bili slučajevi dijabetesa tipa 1. Indijski lekari su otprilike u isto vreme identifikovali bolest i klasifikovali je kao „madhumeha“ ili „medni urin“ nakon što su primetili da urin privlači mrave. Termin „dijabetes“ ili „prolazak“ prvi put se pojavljuje 230 . godine p. n. e. i upotrebio ga je Grk Apolonije iz Memfisa. Bolest se retko javljala tokom vremena vladavine Rimskog carstva, Galen je zabeležio da je video samo dva slučaja tokom cele svoje karijere.
Dijabetes tipa 1 i tipa 2 su prvi put posmatrani kao odvojene bolesti zahvaljujući indijskim lekarima Sušruti i Karaki u periodu 400-500 . god. n.e, gde su tip 1 povezivali sa omladinom, a tip 2 sa viškom kilograma. Termin „melitus“ ili „medni“ dodao je Britanac DŽon Rol krajem 18. veka, kako bi napravio razliku između ovog stanja i insipidnog dijabetesa koji se takođe povezuje sa čestim mokrenjem. Efikasno lečenje je otkriveno tek na početku 20. veka kad su Kanađani Frederik Banting i Čarls Best otkrili insulin 1921. i 1922. godine. Nakon toga je usledio razvoj dugodelujućeg NPH insulina 1940-ih godina.

## Literatura
- Poretsky, Leonid (2009). Principles of diabetes mellitus (2nd изд.). New York: Springer. стр. 3. ISBN 978-0-387-09840-1.
- Ripoll, Brian C. Leutholtz, Ignacio (2011). Exercise and disease management (2nd изд.). Boca Raton: CRC Press. стр. 25. ISBN 978-1-4398-2759-8.
- Williams textbook of endocrinology. (12th изд.). Philadelphia: Elsevier/Saunders. 2011. стр. 1371–1435. ISBN 978-1-4377-0324-5.
- Diabetes mellitus a guide to patient care. Philadelphia: Lippincott Williams & Wilkins. 2007. стр. 201. ISBN 978-1-58255-732-8.
- Diabetes mellitus a guide to patient care. Philadelphia: Lippincott Williams & Wilkins. 2007. стр. 15. ISBN 978-1-58255-732-8.
- Bethel, edited by Mark N. Feinglos, M. Angelyn (2008). Type 2 diabetes mellitus : an evidence-based approach to practical management. Totowa, NJ: Humana Press. стр. 462. ISBN 978-1-58829-794-5.
- Shoback, edited by David G. Gardner, Dolores (2011). Greenspan's basic & clinical endocrinology (9th изд.). New York: McGraw-Hill Medical. стр. Chapter 17. ISBN 978-0-07-162243-1.

## Spoljašnje veze
- Dijabetes melitus tip 2 na veb-sajtu  (језик: енглески)

|  | Molimo Vas, obratite pažnju na važno upozorenje u vezi sa temama iz oblasti medicine (zdravlja). |